# Дмитрий Ейкович
Дмитрий Ейкович — боярин, наместник Ярослава Всеволодовича владимирского в Киеве, единственный раз упоминаемый 26 октября 1245 года в летописи в связи с поездкой Даниила Галицкого в Золотую Орду к Батыю.
В 1243 году Батый выдал ярлык на киевское княжение Ярославу, и Михаил Всеволодович, которому Даниил Галицкий вернул разорённый монголами Киев, покинул остров на Днепре, на котором жил, и вернулся в Чернигов.
Киев оставался у владимиро-суздальских князей и при Александре Невском (1249—1263), и, возможно, при Ярославе Ярославиче (1263—1271).
Существуют предположения о том, что Дмитрий Ейкович и киевский тысяцкий Даниила Галицкого, защищавший Киев в 1240 году Дмитр — одно лицо, но они не могут считаться доказанными. По предположению историка А. В. Кузьмина, отцом Дмитра Ейковича мог быть основатель несохранившегося селения Ейково под Тверью, известного по упоминаниям XVI—XVII веков.